# Алп Арслан Кутлуг Кюль Бильге Тенгри-хан
Алп Арслан Кутлуг Кюль Бильге Тенгри-хан (1017–1031) (полное имя на древнеуйгурском: Kün ay täŋridä kut bulmıš ulug kut ornanmıš alpın ärdämin el tutmıš alp arslan kutlug köl bilgä täŋri han) — правитель уйгурского государства Кочо. Об его жизни и о времени правления ничего не известно. Турфанское идыкутство не вело войн с целью расширения своей территории. Правители Кочо стремилось к поддержанию мира и невмешательства в дела других народов. Военные действия велись главным образом против вторгавшихся тангутов, а также религиозных противников — Караханидской династии. Каган Караханидской династии Сатук Бугра-хан (920–955) и его сын Муса Байташ Бугра-хан (955–970) совершили набеги на Кочо  и Хотан.
На уйгурской храмовой надписи указывалось, что владения идыкута Алп Арслана Кутлук Кюль Бильге Тенгри-хана простираются от Шачжоу (Духньхуана) до Шаша (Чача, Ташкента) и Барсхана.